# 三井子站
三井子站，位于中华人民共和国吉林省松原市扶余市三井子镇，是松陶铁路上的火车站，建于2014年，由沈阳铁路局管辖。

## 歷史
- 建于2014年。

## 外部連結
- 中国铁路客户服务中心（页面存档备份，存于）